# Ginásio do Maracanãzinho
Il Ginásio do Maracanãzinho, o semplicemente Maracanãzinho (Piccolo Maracanã o Mini Maracanã), è un'arena sportiva multifunzione di Rio de Janeiro, in Brasile, situata nel quartiere Maracanã, a poca distanza dallo stadio Maracanã. È chiamato formalmente Ginásio Gilberto Cardoso in onore di un ex presidente del Flamengo. Ha una capienza di 12.600 spettatori per le partite di Showbol e di calcio a 5, e per gli altri incontri di 11.800 posti a sedere. Fu inaugurato nel 1954 in occasione della seconda edizione dei campionati mondiali maschili di pallacanestro, dei quali ospitò le gare finali, così come avvenne anche nell'edizione del 1963.
Ha ospitato le partite di pallavolo ai Giochi della XXXI Olimpiade, che si sono tenute a Rio de Janeiro dal 5 al 21 agosto 2016.